# Cathédrale de Tampere
La cathédrale de Tampere (en finnois : Tampereen tuomiokirkko) est la cathédrale de Tampere construite dans le quartier de Jussinkylä, en Finlande.

## Description
Elle est appelée « église Saint-Jean » avant son élévation au rang de cathédrale en 1923. Elle est érigée entre 1902 et 1907 par Lars Sonck dans le style du Nationalisme romantique.
Son intérieur est décoré de plusieurs œuvres de Hugo Simberg tandis que le retable est de Magnus Enckell.
Elle est utilisée par l'Église évangélique-luthérienne de Finlande.
La capacité de la cathédrale est de 2 000 sièges.
La direction des musées de Finlande a classé la cathédrale et son paysage culturel dans les sites culturels construits d'intérêt national.

## Galerie

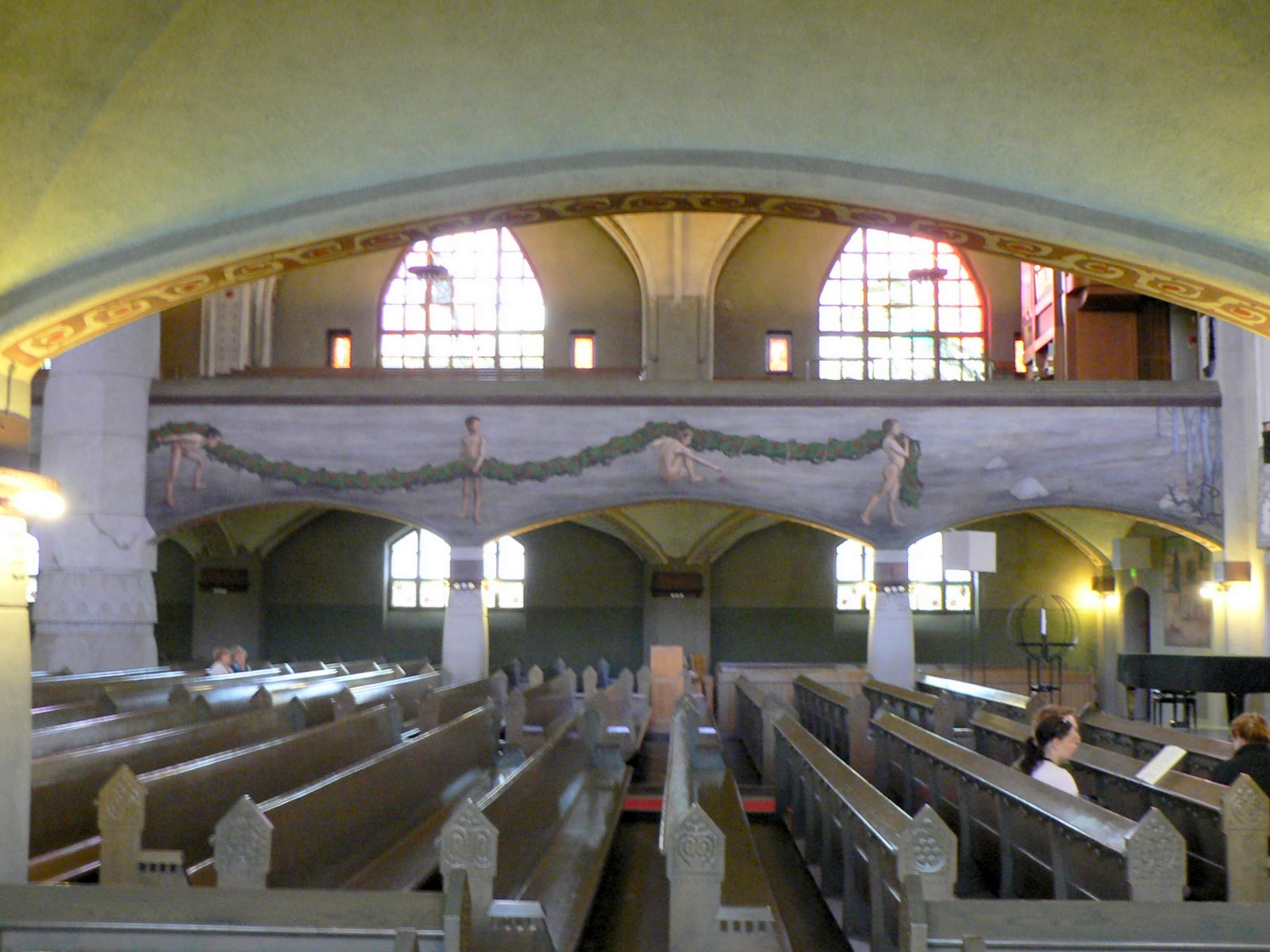
Fresque Köynnöksenkantajat de Hugo Simberg
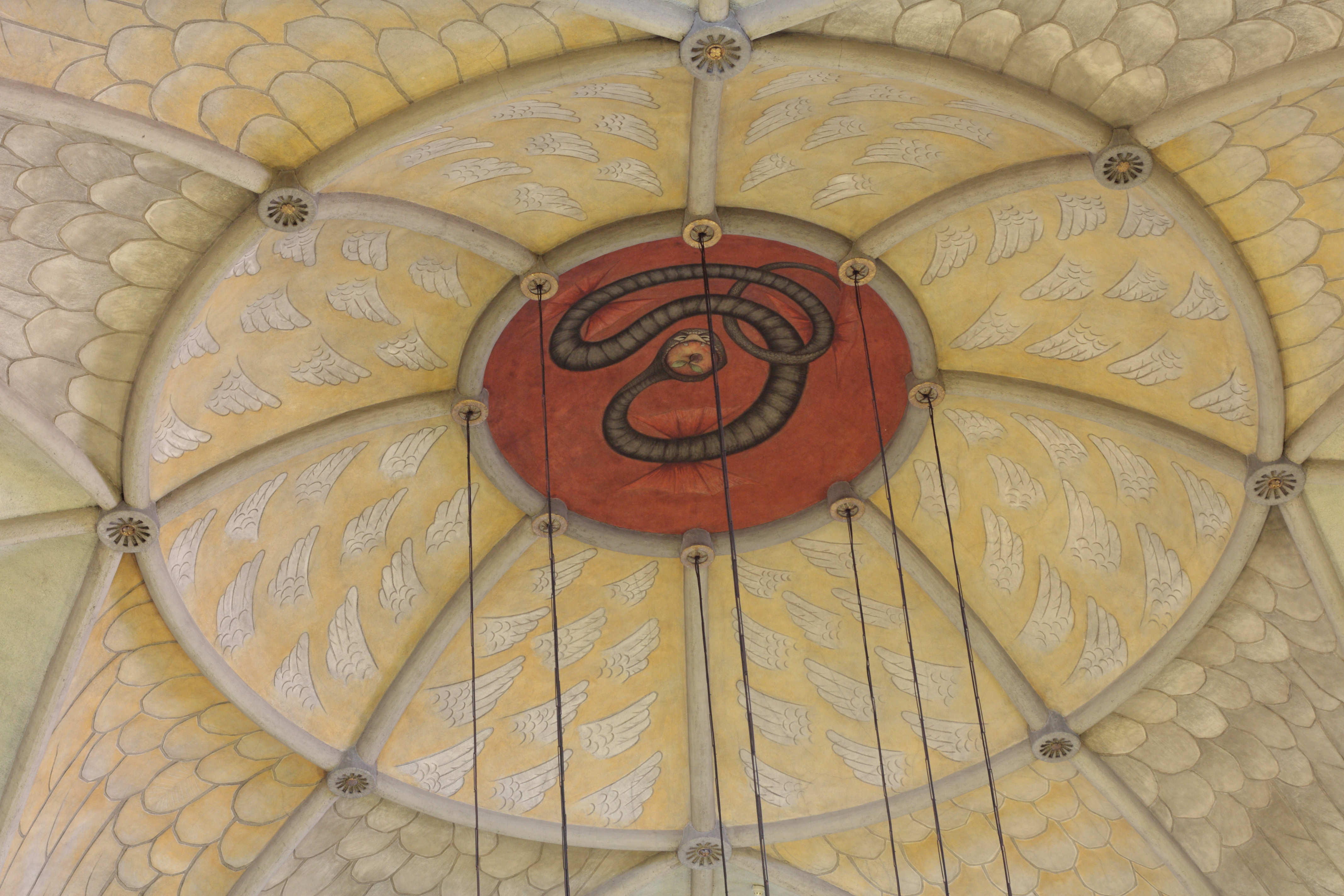
Le serpent du paradis sur la voûte principale
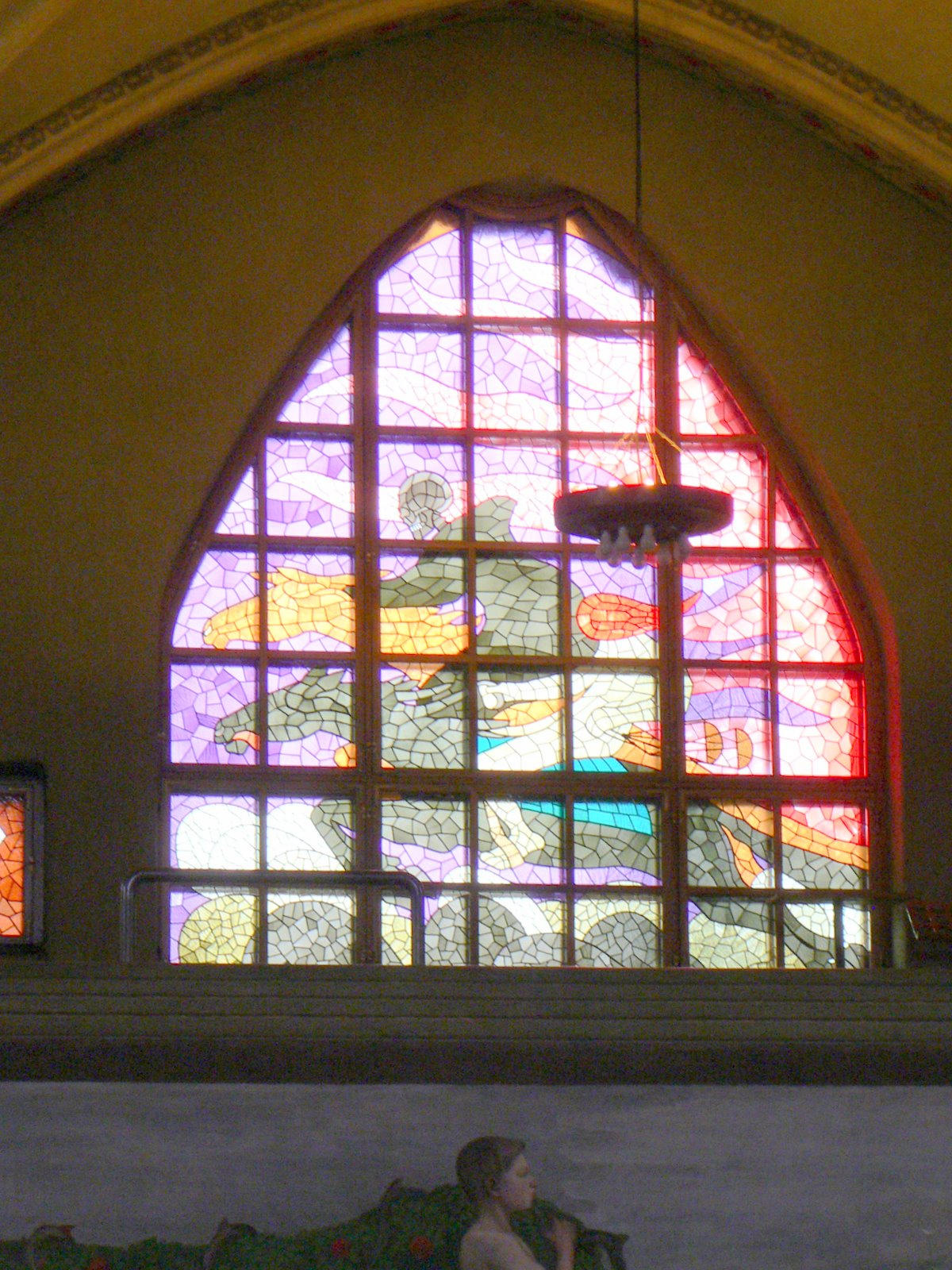
Vitrail
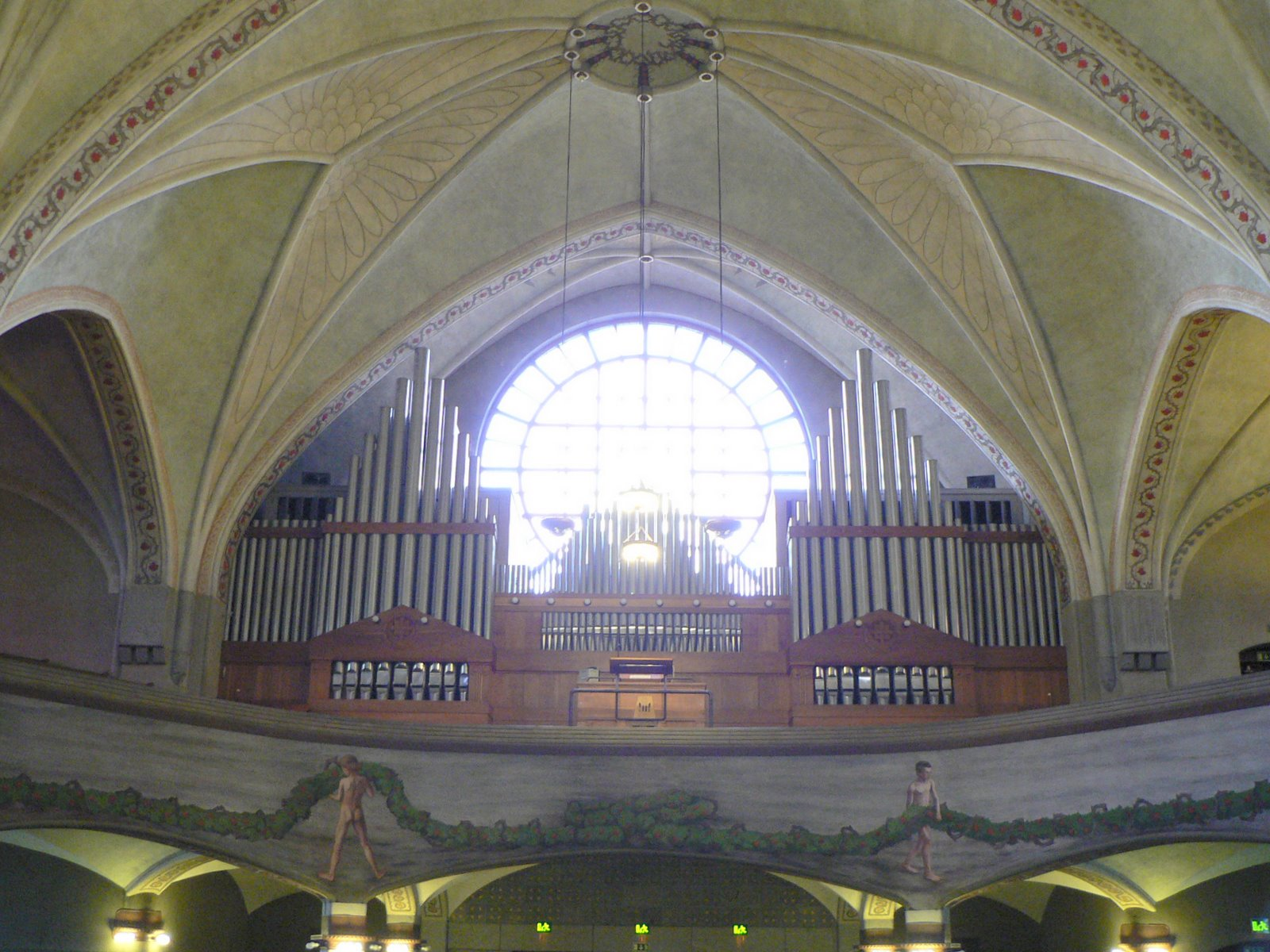
Orgues
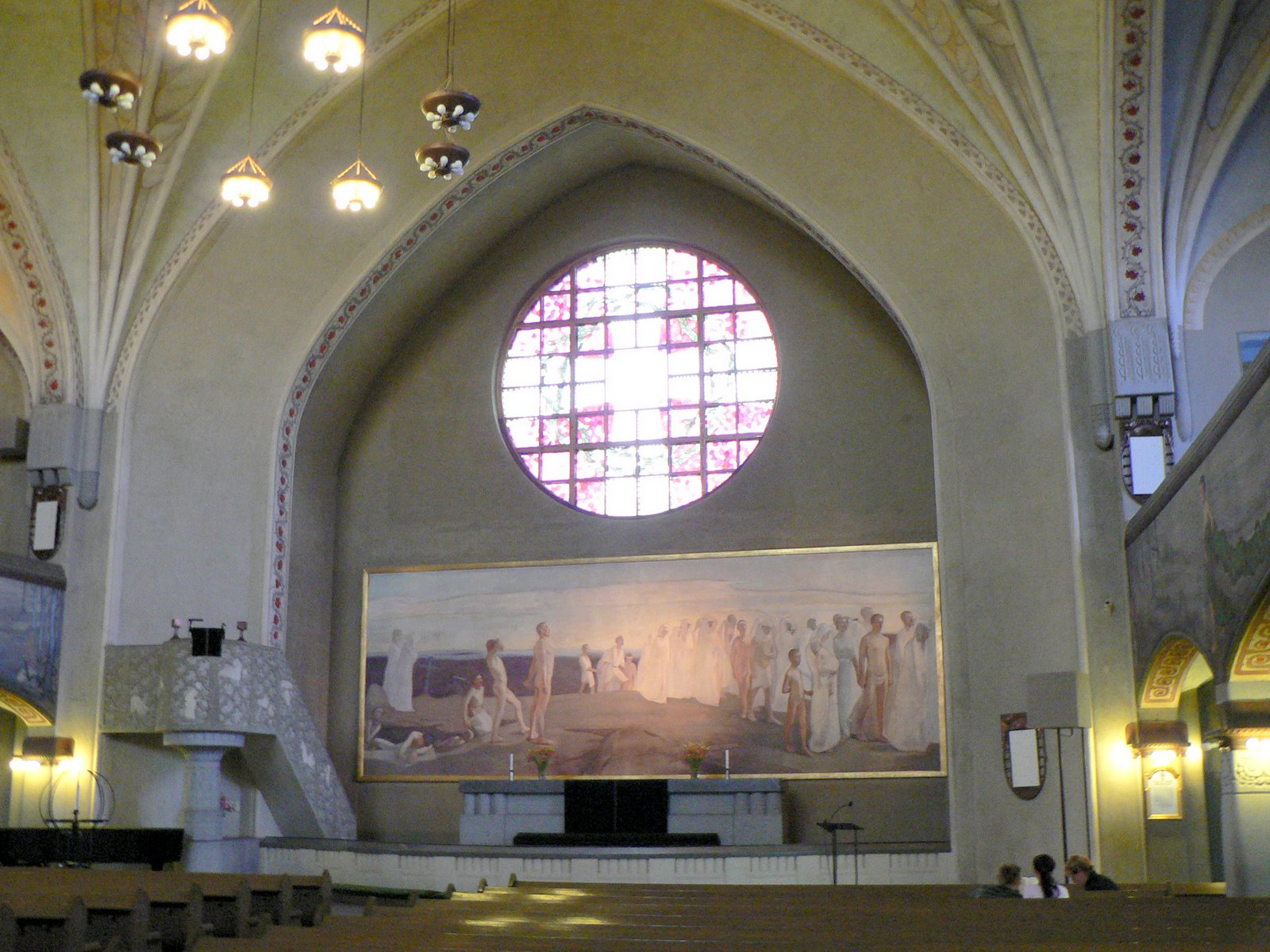
Retable de Magnus Enckell Ylösnousemus
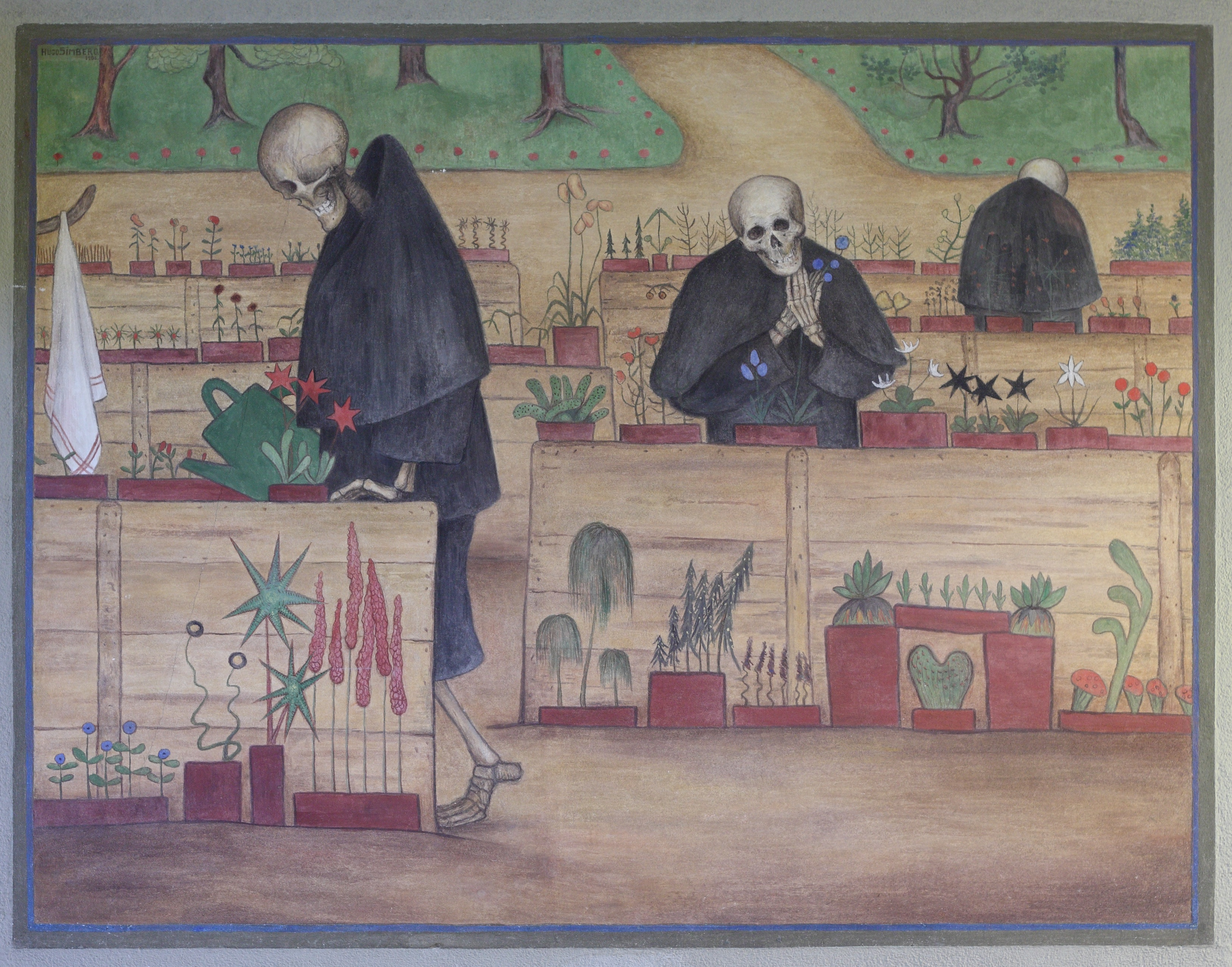
Fresque  Kuoleman puutarha  de Hugo Simberg
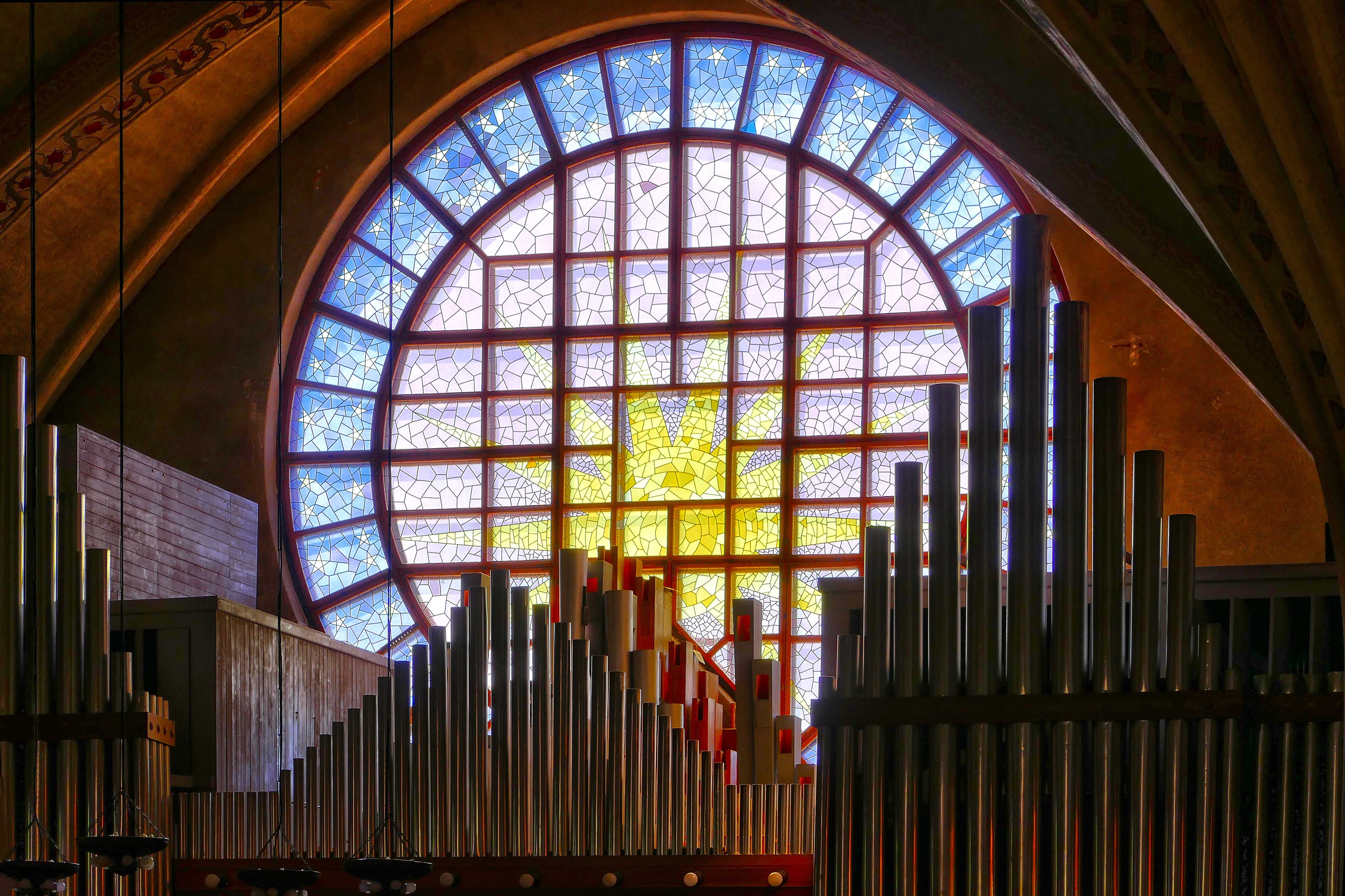
Le vitrail du Soleil à la cathédrale de Tampere, de Hugo Simberg. Mai 2018.

## Pour approfondir